# Coll:set
[Coll:set] ist das erste Studioalbum der Visual-Kei-Band D’espairsRay. Die Veröffentlichung fand in Japan am 29. Juni 2005 und in Europa am 13. Januar 2006 statt. In den USA konnte das Album erst ab dem 25. Mai 2010 erworben werden.

## Entstehung
Im Februar 2002 erschien D’espairsRays „Geheimsingle“ Itanji, welche kostenlos bei Konzertauftritten mitgenommen werden konnte. Die Besonderheit war ihre schlichte Aufmachung sowie das Fehlen von Künstlername und Songschreiber, die durch ein paar Fragezeichen ersetzt worden waren. Die Fertigstellung der Single MaVERiCK erfolgte zwischen dem 13. und 22. Januar, das Release fand am 12. Februar 2003 statt. Das Lied Itanji erschien dort als MaVERiCK. Die auf 5000 Stück limitierte Auflage wurde am 26. März neu aufgelegt.
Nachdem sie am 27. April mit ihrem ersten One-Man im LIQUIDROOM in Shinjuku auftraten, machten sie am 5. Mai bei Hot Wave im Saitama TV Werbung für die Zweitpressung von MaVERiCK. Ende Mai standen sie auf dem stylish wave'03 Mega Force in der Shibuya Kokaidou auf der Bühne, am 19. Juni konnte man sie bei einem Two-Man mit Schwarz Stein in der Takadanobaba AREA erleben. Es folgten weitere Liveauftritte, ferner wurde eine neue Single namens Gärnet angekündigt. Am 12. November war es dann so weit, die Single stand in den Ladenregalen und eroberte den ersten Platz der Oricon Indiecharts. Dabei standen sie zum ersten Mal für ein Musikvideo vor der Kamera. Durch die so gestiegene Popularität wurden sie am 28. Dezember zum Beauti-fool's Fest 03 in der Tokyo Bay NK Hall eingeladen. Mit dabei waren unter anderem Miyavi, Deadman und the Gazette.
Ihre zweite EP Born erschien am 28. April 2004. Die limitierte Auflage enthielt nicht nur das Musikvideo zu Garnet auf einer Bonus-DVD, sondern auch einen Hidden Track. Ferner konnten sie Sugizo (damals Luna Sea) für die Aufnahmen gewinnen, dieser spielte für sie im Song Marry of the Blood das Violinenintro. Für die nächste Single -GEMINI-, welche am 1. September 2004 erschien, wurde das Musikvideo zu Born gedreht. Die Single schaffte es auf Platz 2 der Indiecharts. -GEMINI- war die erste Single von D'espairsRay welche in zwei Varianten auf den Markt kam: Einer limitierten und der regulären Fassung. Das Prinzip mindestens zwei Varianten einer CD anzubieten wurde bis heute beibehalten.
Nach weiteren Touren in Japan, unter anderem das Murder-Day-Konzert am 23. September 2004 im LIQUIDROOM (Ebisu, Tokio), fand erstmals eine Reise ins Ausland statt. Zu der Tour mit dem Titel „Wollust ward dem Wurm gegeben“ (eine Zeile aus Friedrich Schillers Gedicht An die Freude) gehörte ein Auftritt am 30. Oktober in Berlin und einen Tag später in Paris. Beide Shows waren ausverkauft – ohne Posterwerbung. Unter anderem berichtete Arte darüber.
Durch die Europatour wuchs der Wunsch ein Album zu schaffen, welches auch in Europa veröffentlicht werden sollte. Dafür arbeiteten sie zum ersten Mal mit Shinobu Narita zusammen, der später ihr Programmer und Produzenten wurde. Die Arbeiten dazu begannen direkt nach ihrer Rückkehr nach Japan und gestalteten sich schwer, da es ihr erstes Album war. Karyu meint rückblickend, sie seien zu leichtfertig an das Album herangegangen. So wollten sie einerseits keine Kompromisse eingehen, seien aber andererseits auch ungeduldig gewesen. Die richtige Zusammenstellung von Text und Musik sei ebenfalls schwergefallen. Noch vor dessen Veröffentlichung wurde am 1. April ihre erste Live-DVD Murder Day veröffentlicht, auf welcher auch das Musikvideo zu Reddish -DIVA version- enthalten war. Am 15. Juni wurde die limitierte Pressung von [Coll:set] mit speziellem Booklet und in Sonderaufmachung veröffentlicht, am 29. Juni folgte die reguläre Version ihres ersten Albums, welches es auf Platz 8 der Indies-Albumcharts schaffte.

### Tour
Die sogenannte Premium-One-Man-Tour [Secret Coll:set] startete am 29. Juli und umfasste vier Auftritte und ging bis zum 2. August. Ab dem 6. Oktober starteten sie mit Kagerou die kagerou x DéspairsRay COUPLING TOUR 2005~Ryuugai no kannou~. Aufgrund des anhaltenden Erfolges wurde Mitte Oktober eine Zweitpressung der Single Gärnet aufgelegt. Mit Kagerou kamen sie auch am 21. Oktober nach München und am 23. Oktober nach Paris. Während der Tour wurde auch ein Vertrag mit Gan-Shin unterschrieben. Nach Europa wurde mit der -Infectious Mania Act II- Tour die Westküste der Vereinigten Staaten bis Anfang November 2005 besucht. Danach folgte das BEAT SHUFFLE LIVE SIDE 2005 ~7th Anniversary~ in Japan, wo sie neben Künstlern wie MUCC, Nightmare, Sid und Merry im Rampenlicht standen.
Für die Global Infection US-Tour traten sie am 23. Februar 2006 in New York und drei Tage später auf der MegaCon in Orlando, Florida auf. Unterdessen erstellte das Label in Japan einen Zusammenschnitt von ausgewählten Aufnahmen, die die vier Bandmitglieder im Jahr zuvor mit der eigenen Kamera aufgenommen hatten. Das Gesamtwerk erschien nach einmaliger Verschiebung am 8. März als Tourdoku The World Outside The Cage auf DVD.
Am 4. August traten sie zu Beginn ihrer Europatournee auf dem Wacken Open Air 2006 auf. Die folgenden 14 Shows der Europatour im November 2006 waren komplett ausverkauft.

## Stil
Der Stil des Albums bewegt sich zwischen meistens zwischen Alternative- und Industrial Metal. Charakteristisch für das Album ist die durchgehend düstere, beklemmende und schwere Atmosphäre der Musikstücke. Beispielhaft hierfür sind die Lieder Infection und Garnet mit langsamen Rhythmen und zurückhaltenden Riffs, gutturaler Gesang kommt hier nur selten zum Einsatz.
Schwere Gitarrenriffs, Verzerrungseffekte und Synthesizerklänge sowie durchgehendes Screaming bis auf den Refrain prägen In Vain. Forbidden wirkt mit seinen harten Riffs und Hizumis variabler Stimme, welche von Gesang über Screams und Growls alles abdeckt und teilweise mit Verzerrungseffekten unterlegt wurde, sehr ungeschliffen und trashig.
Typisch Thrash Metal ist Grudge, welches schnelle Gitarrenriffs und Shredder mit hohem Tempo verbindet. Abel and Cain lässt sich gut in den Nu Metal einordnen, mit harten Riffs und Verzerrungseffekten. Das schnelle und aggressive Fuyuu Shita Risou verbindet Thrash Metal mit Screams.
Mit seinen schnellen Riffs, seinem treibenden Schlagzeug muten Dears und Tainted World wie eine Kreuzung aus Rockmusik und Metal an. Klarer Gesang und ein eingängiger Refrain sorgen für hier für Rockatmosphäre.
Etwas balladesk kommt Tsuki no Kioku -Fallen- daher, mit klarem, ruhigem Gesang und typisch industrial mit Samples angereichert und durch Synthesizer unterlegt. Das Lied Hai to Ame (灰と雨) ist nach Yami ni furu kiseki auf der EP Born die zweite Ballade der Band. Hier kamen zum ersten Mal Streicherbegleitung und Klavierspiel zum Einsatz, auf Gitarrenriffs und im Industrial Metal typische Elemente wurde trotzdem nicht verzichtet.
Die Originale der Remixe Marry of the Blood -Bloody Minded Mix- und Born -White Stream Mix- sind der EP Born entnommen. Für das Album wurden die Lieder stark verzerrt und etwas verlangsamt.

## Rezeption
laut.de meint das [Coll:set] eine Produktion sei welche internationale Standards erreichen würde und durchaus überzeugen könne. Gelobt wurde der ungewöhnliche Abwechslungsreichtum, bei dem sich D’espairsRay fröhlich durch alle Stilarten der härteren Gitarre pflügen würden. Als interessante Ausnahmen wurden Tsuki No Kioku - Fallen -, Garnet und Forbidden genannt. Sänger Hizumi würde durch seine sehr variable Stimme überzeugten, mit der er nicht nur einige sehr schöne Melodien aufs Band bringen würde, sondern auch als Shouter oder etwas psychotischer Schreihals eine solide Leistung abliefern würde. Wer sich von dem ganzen Image- und Visual Kei-Hype nicht abschrecken lassen würde, solle hier ruhig mal ein Ohr riskieren.
[Coll:set] war das einzige Album von D’espairsRay, das in den USA nicht durch ein Musiklabel vertrieben wurde. Am 20. April wurde der Vertrieb durch Maru Music übernommen, zusammen mit dem Best-of-Album Immortal. Das US-Release erfolgte dann am 25. Mai 2010.

## Titelliste
Die Chartpositionen rechts beziehen sich auf die allgemeinen Oricon-Musik-Charts,
 nicht auf die Indiecharts
Titelliste CD:
1. Infection – 4:10  (Musik: Karyu / Text: Hizumi)
2. Dears – 3:51  (Musik: Karyu / Text: Hizumi)
3. In Vain – 4:15  (Musik: Karyu / Text: Karyu)
4. Grudge – 3:54  (Musik: Karyu / Text: Tsukasa & Karyu)
5. Tsuki no Kioku -Fallen- (月の記憶 -fallen-) – 5:19  (Musik: Karyu / Text: Karyu)
6. Garnet – 4:28  (nicht auf der limited Version) (Musik: Karyu / Text: Hizumi)
7. Abel and Cain (アベルとカイン) – 5:23  (Musik: Karyu / Text: Karyu & Tsukasa)
8. Fuyuu Shita Risou (「浮遊した理想」) – 4:26  (nicht auf der limited Version) (Musik: Karyu / Text: Hizumi)
9. Forbidden – 4:47  (Musik: Karyu / Text: Karyu)
10. Hai to Ame (灰と雨) – 5:15  (Musik: Karyu / Text: Hizumi)
11. Tainted World – 5:15  (Musik: Karyu / Text: Hizumi)
12. [The World in a Cage] – 2:42  (Musik: Karyu / Text: Karyu)
13. Marry of the Blood -Bloody Minded Mix- – 5:29  (Musik: Karyu / Text: Hizumi)
14. Born -White Stream Mix- – 4:52  (Musik: Karyu / Text: Hizumi)

## Singles

### Gärnet
Die Single stand am 12. November 2003 in den Ladenregalen und eroberte den ersten Platz der Oricon Indiecharts. Für das Lied Garnet drehten D’espairsRay ihr erstes Musikvideo. Die Single wird mit Heavy-Metal-Umlaut geschrieben, das Titellied nicht. Wegen der hohen Nachfrage wurde am 19. Oktober 2005 eine Neuauflage produziert.
Titelliste CD:
1. Garnet – 4:28 (Musik: Karyu / Text: Hizumi)
2. Oboro no Tsuki (朧ノ月) – 4:33  (Musik: Karyu / Text: Hizumi)
3. Subliminal – 5:21 (Musik: Karyu / Text: Hizumi)

### -GEMINI-
Für die Single -GEMINI-, welche am 1. September 2004 erschien, wurde das Musikvideo zu Born gedreht. Die Single schaffte es auf Platz 2 der Indiecharts. Sie war die erste Single von D'espairsRay welche in zwei Varianten auf den Markt kam: Einer limitierten und der regulären Fassung. Die limitierte Version enthält das Musikvideo zu Born. Da die B-Seite Reddish -Diva Version- wesentlich populärer war, wurde ein Musikvideo dazu gedreht und auf der Live-DVD murder Day veröffentlicht.
Titelliste CD:
1. 「Fuyuu shita risou」(浮遊した理想) – 4:23 (Musik: Karyu / Text: Hizumi)
2. Reddish -Diva Version- – 4:47  (Musik: Karyu / Text: Hizumi)

Titelliste DVD:
1. BORN (PV)